# Camponotus gilviceps
Camponotus gilviceps é uma espécie de inseto do gênero Camponotus, pertencente à família Formicidae.